# Tricassa deserticola
Espèce
Tricassa deserticola est une espèce d'araignées aranéomorphes de la famille des Lycosidae.

## Distribution
Cette espèce se rencontre en Namibie et en Afrique du Sud au Cap-Occidental et au Cap-du-Nord,.

## Description
La femelle holotype mesure 10 mm.

## Publication originale
- Simon, 1910 : Arachnoidea. Araneae (II). Zoologische und anthropologische Ergebnisse einer Forschungsreise im Westlichen und zentralen Südafrika. Denkschriften der Medicinisch-naturwissenschaftlichen Gesellschaft zu Jena, vol. 16, p. 175-218 (texte intégral).